# Colla del Mamut de Viladecans
La Colla del Mamut de Viladecans té la missió de promoure la cultura popular i crear cohesió social envers la Festa Major de Viladecans. La Colla del Mamut de Viladecans reflecteix la voluntat d'un grup de ciutadans per fer créixer a l'entorn de la bèstia del Mamut la participació popular, la relació entre les persones de totes les edats i condicions i el sentit identitari de la ciutat.

## Història
Arran de la trobada arqueològica de restes fòssils de mamuts de Can Guardiola es va triar com a símbol de la unió d'aquestes entitats i de la Festa Major, el Mamut. La primera vegada que va aparèixer el logo del Mamut a les Festes de Viladecans va ser a una pancarta a la Torre Modolell al setembre de 2009. En aquelles festes es van promocionar, també, per primera vegada, els famosos mocadors del mamut. Però la figura física del Mamut no va aparèixer fins al pregó de la Festa Major de setembre de 2010. I, així, l'endemà es va celebrar la primera Mamullada, un correaiguafestiu.
A partir d'aquest moment la Colla del Mamut treballa en activitats de promoció del municipi de Viladecans, no tan sols a la Festa Major, sinó també La Nit del Mamut, el Fest'Hivern: l'Escalfat al Carrer i el joc de ‘Coneixes Viladecans?' i la Festa del Joc i l'Aigua.
L'entitat ha aconseguit diversos premis:
- VII Premi Pau Bertran i Bros de Cultura Popular del Centre d'Estudis Comarcals del Baix Llobregat;
- Premi al millor projecte estratègic a la “Mamullada”, atorgat al Festivitas Bestiarium de l‘Agrupació del Bestiari Popular i Festiu de Catalunya.
- Un accèssit al Premis de Cohesió Social i Compromís Cívic del Aula García Nieto del Baix Llobregat.[4]